# Boyle County
Boyle County is een county in de Amerikaanse staat Kentucky.
De county heeft een landoppervlakte van 471 km² en telt 27.697 inwoners (volkstelling 2000). De hoofdplaats is Danville.

## Bevolkingsontwikkeling

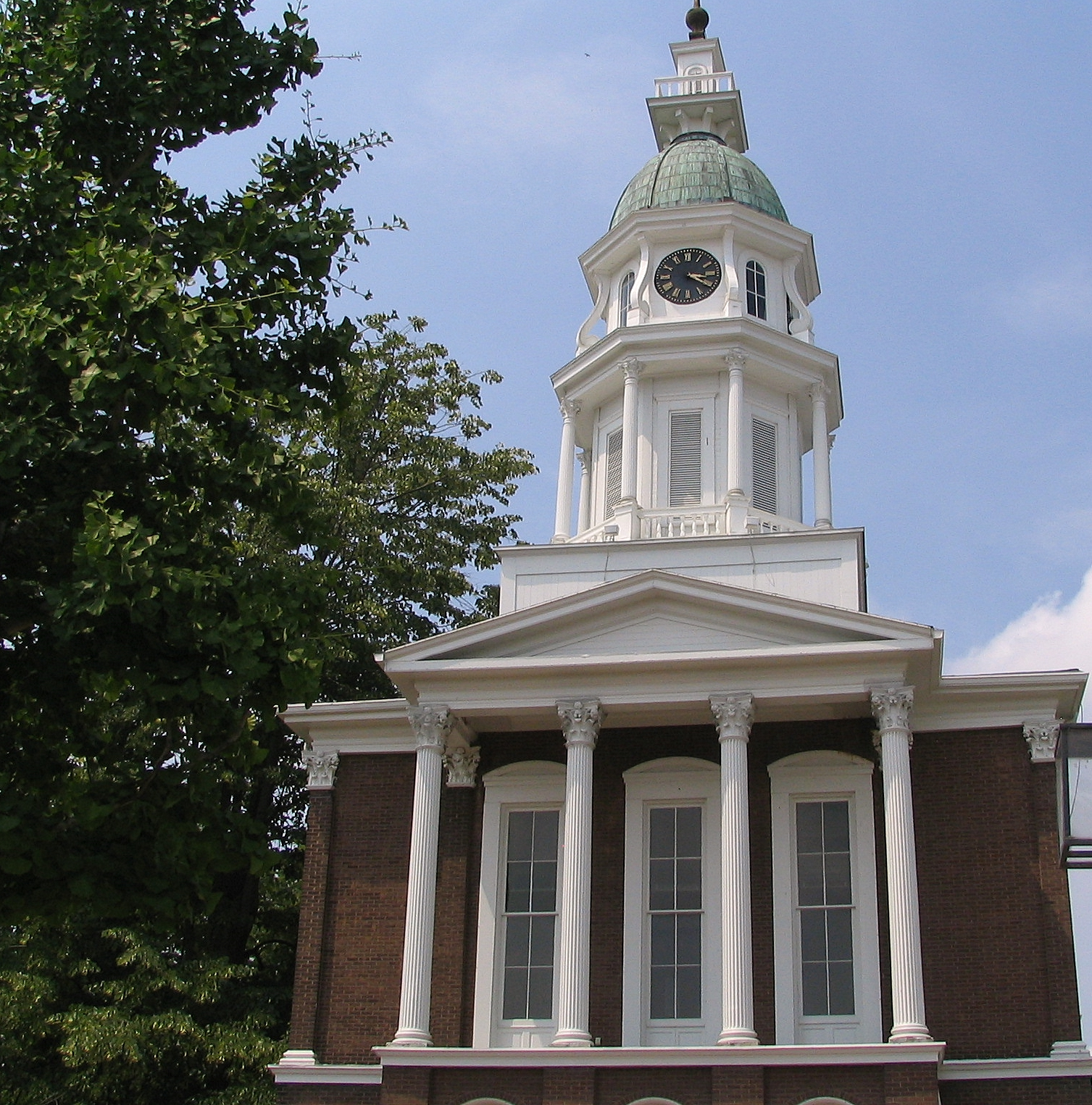
Boyle County Courthouse